# Hildegard Gethmann

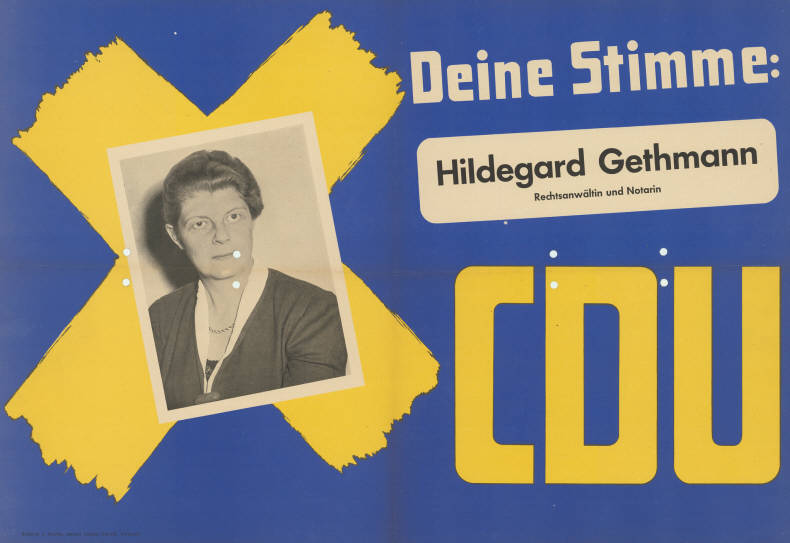
Hildegard Gethmann auf einem Wahlplakat der CDU zur Landtagswahl 1950

Hildegard Gethmann (geboren am 18. Oktober 1903 in Winz (Hattingen); gestorben 19. Dezember 1988 in Blankenstein (Hattingen)) war eine deutsche Juristin und Frauenrechtlerin. Sie war Mitgründerin und erste Vorsitzende des Deutschen Juristinnenbundes und setzte sich bei verschiedenen Themen dafür ein, dass eine Gleichstellung von Frauen – gemäß Grundgesetz – in den Gesetzen verankert wird.

## Leben

### Jugend und Ausbildung
Gethmann war die älteste von sechs Kindern eines Amtsgerichtsrates und seiner Frau, einer Stadtverordneten der Deutschen Zentrumspartei. Zeitunglesen war in der Familie selbstverständlich. Juristische und politische Fragen wurden häufig diskutiert. Nach der Volksschule besuchte Gethmann eine höhere Töchterschule und zur Vorbereitung auf das Abitur eine Klosterschule. Den Abschluss musste sie als Externe an einem Jungengymnasium in Castrop-Rauxel machen. Studieren durfte dann zunächst nur ihr jüngerer Bruder. Hildegard Gethmann absolvierte stattdessen eine Banklehre. Durch Erbschaft von der Großmutter zog die Familie in deren Haus nach Hattingen-Blankenstein um und Gethmanns Eltern konnten ihr ein Jurastudium finanzieren, wofür Hildegard Gethmann nach Berlin zog. Dort entwickelte sie Durchsetzungskraft mit Zigarettenspitze und Trinkfestigkeit.

### Rechtsanwältin
Nach erfolgreichem Studium zog Gethmann nach Dortmund. Sie wurde dort 1934 als Rechtsanwältin zugelassen und eröffnete eine eigene Kanzlei. Als Freigeist und Frau stand sie unter Beobachtung der Behörden und bekam immer wieder auch Anfeindungen zu spüren, so z. B. von dem konservativen Männerbund „Fassverein“. Beherzt und streitlustig setzte sie sich gegen Widersacher zur Wehr und trat für ihre Klienten, dabei besonders auch für Frauen, ein. Schwerpunktthemen ihrer Arbeit waren Scheidungsverfahren, Vormundschaftsklagen, Unterhaltskonflikte und das Sorgerecht. Ein Versuch, in einem Hüttenwerk Fuß zu fassen, scheiterte. 1940 wurde Gethmann dienstverpflichtet in der Dortmunder Stadtverwaltung und bearbeitete dort bis nach Kriegsende Schadensfälle von Bürgern, die vor allem durch Bombardements entstanden waren.
Bei Kriegsende war das Haus, in dem Gethmann Kanzlei und Wohnung hatte, stark zerstört, dennoch richtete sie sich rasch in einer freien Wohnung provisorisch ein und betrieb als Rechtsanwältin „Brot- und Kartoffelpolitik“ für sozial Schwache. Gleichzeitig spezialisierte sie sich im Strafrecht und hatte ihr Klientel dafür hauptsächlich bei kleinen Ganoven, die auf der Suche nach Überlebensmitteln mit dem Gesetz in Konflikt geraten waren.
1957 wurde Gethmann eine der ersten Notarinnen in der Bundesrepublik Deutschland. 1960 nahm sie die Rechtsanwältin Hannelore Römer als Sozia in ihre Kanzlei auf, bis sie 1975 aus dem Berufsleben ausschied und zu ihren Schwestern in die elterliche Villa nach Hattingen-Blankenstein zog.

### Partei- und frauenpolitisches Engagement
Mit ihrer Mutter als Vorbild trat Gethmann 1921 der Deutschen Zentrumspartei bei. Als aktives Mitglied war sie 1933 Mitglied des Kreisvorstandes des Ennepe-Ruhr-Kreises, als die Partei aufgelöst wurde. Nach dem Krieg schloss sie sich dem wieder gegründeten Zentrum an und wurde Kreisschriftführerin in Dortmund und Vorsitzende des Ortsvereins Dortmund. Bei den ersten Landtagswahlen 1947 in Nordrhein-Westfalen stellte sie sich mit Helene Wessel und vier weiteren Kandidaten zur Wahl. Die Zentrumspartei hatte jedoch mit der CDU eine starke Konkurrenz bekommen und erhielt nicht so viele Stimmen, dass es zu einem Abgeordnetensitz für Gethmann ausgereicht hätte. 1948 setzte sie sich auf der Frauentagung des Zentrums in Recklinghausen intensiv für die Belange der Frauen ein. 1946 rief sie in Dortmund einen überparteilichen Frauenausschuss ins Leben. Auch im Deutschen Akademikerinnenbund war Gethmann lange Jahre im Vorstand tätig.
1949 wechselte sie, wie schon vor ihr Helene Weber und Christine Teusch, zur CDU. 1950 wurde sie für ein Jahr zur CDU-Kreisvorsitzenden in Dortmund gewählt. Ihr Motto war: „Mädchen, ihr müsst in die Parteien. Wir Frauen kommen nur weiter, wenn wir in die Parteien gehen.“ Von 1950 bis 1971 leitete sie die CDU-Kreisfrauenvereinigung.

### Gründerin und Vorsitzende des Deutschen Juristinnenbundes
Gethmann setzte sich nach dem Krieg unermüdlich dafür ein, nach dem Vorbild des Deutschen Juristinnenvereins (1914–1933) einen Berufsverband zu gründen. Am 28. August 1948 gründeten Luise Purps, Ruth Rogalski-Rohwedder, Anna Schlieper, Alma Schmidt-Perchner, Annette Schücking, Elisabeth Späth-Uden und Hildegard Gethmann die „Vereinigung weiblicher Juristen und Volkswirte“ (heute: Deutscher Juristinnenbund) mit Sitz in Dortmund. Die Mitglieder sollten beruflich und wissenschaftlich gefördert werden, die verstreut lebenden Juristinnen sollten sich zusammenfinden und ihre Interessen sollten im öffentlichen Leben vertreten werden. Von 1949 bis 1958 war Gethmann Vorsitzende des Vereins. Unter ihrem Vorsitz wurde sofort ein Ausschuss ins Leben gerufen, um den Gleichberechtigungsgrundsatz des Grundgesetzes im öffentlichen und privaten Recht festzuschreiben.
Ende der 60er Jahre arbeitete Gethmann in einem Ausschuss des Juristinnenbundes mit, der sich mit der Änderung des §218 beschäftigte.

### Einsatz für Gleichberechtigung
Im Grundgesetz wurde 1949 festgeschrieben, dass das Familienrecht entsprechend angepasst werden soll. Statt zur gesetzten Frist 1953, wurde das Gleichberechtigungsgesetz jedoch erst 1957 realisiert. Gethmann setzte sich in der CDU, über den Juristinnenbund und alle ihre Verbindungen engagiert dafür ein, Verbesserungen für die Situation der Frauen zu erreichen. So forderte sie mit anderen vom damaligen Bundeskanzler Adenauer, eine Frau mit einem Ministeramt zu betrauen. 1961 wurde schließlich Elisabeth Schwarzhaupt zur Gesundheitsministerin ernannt.
Auf dem 38. Deutschen Juristentag in Frankfurt am Main 1950 trat Gethmann ein für ein Namensrecht, das für beide Ehepartner die freie Wahl des Namens festschreibe. Dies wurde jedoch erst am 14. Juni 1976 mit dem Ersten Ehereformgesetz realisiert.
Gethmann kämpfte auch gegen den sogenannten „Stichentscheid“, wonach der Mann als Familienoberhaupt bei familiären Belangen das letzte Wort hatte. Dabei wurde sie von Elisabeth Späth-Uden und Elisabeth Neumann unterstützt. Den juristischen Beistand bei der Verfassungsbeschwerde einer Frau übernahm schließlich Maria Müller-Lütgenau, womit am 29. Juli 1959 der „Stichentscheid“ aus dem Familienrecht gestrichen wurde.

### Ehrungen und Auszeichnungen
In Dortmund gibt es eine Hildegard-Gethmann-Straße. Der Deutsche Juristinnenbund enthüllte am 14. April 2018 anlässlich des 70-jährigen Bestehens des Deutschen Juristinnenbundes eine Gedenktafel zu Ehren von Rechtsanwältin und Notarin Hildegard Gethmann (Gründungsmitglied und 1. Vorsitzende des djb) an ihrem ehemaligen Kanzleisitz. 1974 erhielt Hildegard Gethmann das Bundesverdienstkreuz 1. Klasse.

### Privates
Eine Ehe als Versorgungseinrichtung kam für Gethmann nicht in Frage. Mögliche interessante Partner waren evangelisch, die sie als westfälische Katholikin nicht als Ehemänner akzeptieren konnte. Später habe sie sich bei ihren Geschwistern auf Nachfrage so geäußert: „Was soll ich denn mit einem fremden Mann in meiner Wohnung?“.

## Veröffentlichungen
- German women face their problem. A pamphlet on an experiment in human freedom. American Association of University Women, Washington, D.C. 1951, OCLC 753695400.
- Mit Emmy Engel-Hansen, Ester Graff, Pacita Madrigal-Warns, Tehilla Matmon, Hanna Rhyd, Helga Schläger, Else Ulich-Beil: International Alliance of Women. Tagungsband. International Alliance of Women, Kopenhagen 1952.